# Хауайън Гардънс (град, Калифорния)
Хауайън Гардънс (на английски: Hawaiian Gardens) е град в окръг Лос Анджелис, щата Калифорния, САЩ. Хауайън Гардънс е с население от 14779 жители (2000) и обща площ от 2,5 km². Намира се на 10 m надморска височина. ЗИП кодовете му са 90716, а телефонният му код е 562.